# Латэм, Линн Мари
Линн Мари́ Ла́тэм (англ. Lynn Marie Latham) — американский сценарист, продюсер и творческий консультант.

## Биография
Линн Мари Латэм родилась в семье писателя Джона Эйдж Латэма, который опубликовал семь романов и более тысячи рассказов. Её двоюродный брат — Аарон Латэм (род. 1943), журналист, чья статья «Баллада об городском ковбое Америки в поисках настоящего мужества» о ночной жизни посетителей Gilley’s для мужского журнала «Esquire» за сентябрь 1978 года вдохновила на создание фильма «Городской ковбой» (1980).
Линн Мари начала свою карьеру в 1979 году. Она наиболее известна работой над такими телесериалами, как «Молодые и дерзкие», «Тихие палисады» и «Порт Чарльз».
С 1981 года Линн Мари замужем за сценаристом и продюсером Бернардом Лечовиком, с которым она была знакома уже 10 лет и два года сотрудничала. У супругов есть два сына — Винсент Латэм-Лечовик, который стал сценаристом, как и его родители, и Ричард Дэниел Латэм-Лечовик.